# Y2K (producteur)
Pour les articles homonymes, voir Y2K.
Y2K, né Ari David Starace le 27 juillet 1994, est un producteur et auteur-compositeur américain.
Il est principalement connu pour sa chanson à succès Lalala, avec le rappeur canadien bbno$, que Y2K a lui-même produite. Il a également produit des morceaux pour d'autres artistes de premier plan, notamment Doja Cat et Yung Gravy.

## Biographie

### Carrière
En 2019, il sort Lalala avec le rappeur canadien Bbno$.

## Discographie

### Singles
- 2019 : Lalala (avec bbno$)
- 2020 : Go Dumb (avec The Kid Laroi, Blackbear et Bankrol Hayden)
- 2020 : Oh No (avec Killy)
- 2020 : Damage is Done (avec JoJo)
- 2020 : Wawawa (avec bbno$)
- 2022 : Dirt (avec JPEGMafia)

### Production
- 2019 : Lately de Iann Dior
- 2021 : Payday de Doja Cat et Young Thug
- 2021 : Get Into It (Yuh) de Doja Cat
- 2021 : I Don't Do Drugs de Doja Cat et Ariana Grande
- 2021 : Options de Doja Cat et JID
- 2021 : Why Why de Doja Cat et Gunna
- 2023 : Attention de Doja Cat
- 2025 : Siren sounds de Tate McRae